# Peter Ivanovič Šavurin
Peter Ivanovič Šavurin (rusko Пётр Иванович Шавурин), ruski častnik, vojaški lovski pilot in heroj Sovjetske zveze, * 23. april 1918, Jekaterinoslav (danes Dnipro), Bahmutski okraj, Jekaterinoslavska gubernija, Sovjetska zveza (danes Ukrajina), † 2002.
Šavurin izhaja iz delavske družine. Končal je letalski tečaj v aeroklubu in postal inštruktor letenja. V enote Rdeče armade je vstopil leta 1938. V letu 1940 je zaključil Batajsko vojaško letalsko pilotsko šolo Serova.
Naziv heroja Sovjetske zveze je prejel 14. februarja 1943. Po 2. svetovni vojni je diplomiral na Vojaški letalski akademiji. Leta 1974 so ga s činom polkovnika premestili v nadomestne enote. Je častni meščan Dnipra.